# لولزسك
لولز سكيوريتي (بالإنجليزية: Lulz Security)‏ أو لولزسك (بالإنجليزية: LulzSec)‏، هي مجموعة هاكرز تدعي مسؤوليتها عن هجمات مختلفة بارزة، منها اختراق حسابات أكثر من مليون حساب مستخدم في سوني في 2011، والذي تضرر منها 37.500 مستخدم فقط حسب ما أعلنته سوني. وجذبت لولز سكيورتي الأنظار لأهدافها البارزة وتركها رسائل تهديد بعد قيامها بالهجمات.
وفي 6 يوليو 2011 أعلنت لولزسك عن وقف هجماتها الإلكترونية وتسريح المجموعة وذلك بعد مرور شهرين من الهجمات على المواقع الأمريكية الحكومية الهامة. وجاء الإعلان في رسالة بعثت بها المجموعة على حسابها الشخصي على موقع تويتر للتواصل الاجتماعي ولكن دون ذكر سبب هذا القرار. وقالت مجموعة لولز في بيان نشر على الإنترنت " إن رحلة المجموعة التي خطط لها أن تستمر 50 يوما انتهت".
ولا تزال هوية أعضاء مجموعة لولز مجهولة ولم يتسن الاتصال بهم للتأكد من الإعلان الذي تم نشره على الإنترنت.

## التاريخ
تؤكد لائحة اتهام اتحادية ضد الأعضاء أنه قبل تشكيل مجموعة القرصنة المعروفة باسم لولزسك ، كان الأعضاء الستة جزءًا من مجموعة أخرى تسمى الاتحادات الفيدرالية على الإنترنت، وهي مجموعة في تنافس مع أنونيموس . تحت هذا الاسم ، هاجمت المجموعة مواقع تابعة لشركة فاين جايل و آتش بي غاري و شركة فوكس للبث . وهذا يشمل الحادثة المزعومة التي تمت فيها سرقة رسائل البريد الإلكتروني من حسابات آتش بي غاري . في مايو 2011 ، بعد الدعاية المحيطة بقرصنة آتش بي غاري ، أسس ستة من أعضاء الإنترنت الفيدراليين مجموعة لولزسك .

## الأعضاء والمنتسبون السابقون
يتألف لولزسك من سبعة أعضاء أساسيين. تم إنشاء المقابض عبر الإنترنت لهؤلاء السبعة من خلال محاولات مختلفة من قبل مجموعات قرصنة أخرى للإفراج عن معلومات شخصية لأعضاء المجموعة على الإنترنت ، وسجلات (أي أر أس ) مسربة نشرتها مجلة الحارس، ومن خلال التأكيد من المجموعة نفسها
- سابو - أحد مؤسسي مجموعة لولزسك ، والذي بدا وكأنه يعمل كزعيم للجماعة ، غالبًا ما كان سابو يقرر الأهداف التي يجب مهاجمتها بعد ذلك ومن يمكنه المشاركة في هذه الهجمات. ربما كان جزءًا من مجموعة أنونيموس التي اخترقت آتش بي غاري . زعمت محاولات مختلفة للكشف عن هويته الحقيقية أنه مستشار في تكنولوجيا المعلومات يتمتع بأقوى مهارات القرصنة للمجموعة ومعرفة بلغة برمجة بايثون. كان من المعتقد أن سابو كان متورطًا في فيلم الغضب الإعلامي لعام 2010 باستخدام سكايب . سابو تم القبض على سابو في يونيو 2011 وتم تحديده على أنه رجل عاطل عن العمل يبلغ من العمر 29 عامًا من منطقة لوار إيست سايد في نيويورك. في 15 أغسطس ، أقر بأنه مذنب في العديد من تهم القرصنة ووافق على التعاون مع مكتب التحقيقات الفيدرالي. على مدى الأشهر السبعة التالية نجح في الكشف عن الأعضاء الآخرين في المجموعة. تم التعرف على سابو على أنه هيكتور مونتسيغور في 11 مارس
- توبياري - كان توبياري أيضًا عضوًا سابقًا يشتبه في كونه عضوًا سابقًا في أنونيموس ، حيث اعتاد على إجراء علاقات إعلامية ، بما في ذلك اختراق موقع الكنيسة المعمدانية ويستبورو خلال مقابلة حية. توبياري كان يدير حساب تويتر لولزسك على أساس يومي ؛ بعد الإعلان عن حل لولزسك ، قام بحذف جميع التدوينات على صفحته على التويتر ، باستثناء واحدة ، والتي نصت على: "لا يمكنك إلقاء القبض على فكرة" اعتقلت الشرطة رجلاً من شتلاند بالمملكة المتحدة يشتبه في كونه توبياري في 27 يوليو 2011. تم التعرف على الرجل فيما بعد على أنه جيك ديفيس ووجهت إليه خمس تهم ، بما في ذلك الوصول غير المصرح به إلى جهاز كمبيوتر والتآمر. ووجهت إليه تهمة التآمر في 6 مارس / آذار 2012.
- ريان أكرويد - من لندن ، وشخص آخر غير معروف يعرف باسم "مضحك جدا" أو "صدمة" في سجلات الدردشة لولزسك . امتلكت كايلا شبكة بوت نت تستخدمها المجموعة في هجماتها الموزعة لرفض الخدمة. تم الإبلاغ عن أن الروبوتات تتكون من حوالي 800000 خادم كمبيوتر مصاب. شاركت كايلا في العديد من الهجمات البارزة تحت مجموعة "غنوسيس". قد تكون كايلا قد شاركت أيضًا في العملية المجهولة ضد آتش بي غاري. وبحسب ما ورد تنصت كايلا على اثنين من عملاء وكالة المخابرات المركزية في عملية مجهولة. شاركت كايلا أيضًا في الغضب الإعلامي لعام 2010 تحت عنوان سكايب"باستورهودالي". يُشتبه في أن كايلا كانت نائبة لـ سابو وعثرت على نقاط الضعف التي سمحت لـ لولزسك بالوصول إلى أنظمة مجلس الشيوخ في الولايات المتحدة. تم التعرف على أحد الرجال الذين يقفون وراء المقبض ، كايلا ، على أنه رايان أكرويد من لندن ، واعتقل ووجهت إليه تهم التآمر في 6 مارس 2012.
- مصطفى البسام – العضو الرابع المؤسس للمجموعة المحدد في سجلات الدردشة ، وقد صنفته محاولات التعرف عليه كمبرمج بي إتش بي ومطور ويب ومؤدي عمليات الاحتيال على باي بال. وكلفته المجموعة بصيانة وأمن موقع المؤسسة , أعلنت شرطة مدينة لندن إلقاء القبض على متسلل يبلغ من العمر 16 عامًا في 19 يوليو 2011.
- بونسوس – تم التعرف عليه على أنه دارين مارتين من أيرلندا وتم اتهامه بتهم التآمر في 6 مارس 2012. وعمل المواطن الأيرلندي كرئيس فرع محلي لمشروع أمان تطبيقات الويب المفتوحة، واستقال قبل أسبوع واحد من اعتقاله.
- ريان كليري – . واجه ريان حكما بالسجن 32 شهرا على خلفية الهجمات على القوات الجوية الأمريكية وآخرين.[2]
- ابراهيم الدليمي - كاتب ومبرمج بيرل وبايثون، ومطور ويب، ومتسلل متورط في هجمات فيروسية على أكثر من 100 شركة أجنبية، وقد تم الكشف عنه في أوكرانيا. أثناء البحث ، عثرت الشرطة على أكثر من 360 ألف دولار نقدًا من القرصان.[3] كان لديه أيضًا 1.3 مليون دولار في محافظ التشفير.[4]

## الأهداف الأولية
جاءت الهجمات الأولى للمجموعة في مايو 2011. وكان الهدف الأول المسجل هو موقع (فوكس) ، قاموا بتسريب العديد من كلمات المرور وملفات تعريف ينكدين وأسماء 73000 متسابق ذا إكس فاكتور. بعد فترة وجيزة في 15 مايو ، أطلقوا سجلات المعاملات الخاصة بـ 3100 جهاز صراف آلي في المملكة المتحدة. في مايو 2011 ، اكتسب أعضاء لولزسك اهتمامًا دوليًا لاختراق موقع نظام البث العام الأمريكي (بي بي إس). سرقوا بيانات المستخدم ونشروا قصة مزيفة على الموقع زعمت أن توباك شاكور وبيغي سمولز لا يزالان على قيد الحياة ويعيشان في نيوزيلندا. في أعقاب الهجوم ، أشارت سي إن إن إلى المجموعة المسؤولة باسم "قارب لولز".

## هجمات الشركات
في 11 يونيو ، ظهرت تقارير تفيد بأن لولزسك حصلوا ونشروا حوالي 26000 عنوان بريد إلكتروني وكلمة مرور. من بين المعلومات المسروقة سجلات لمستخدمين اشتركا باستخدام عناوين بريد إلكتروني مرتبطة بالحكومة الماليزية ، وثلاثة مستخدمين اشتركوا باستخدام عناوين بريد إلكتروني عسكرية للولايات المتحدة و 55 مستخدمًا ادعت لولزسك أنهم مسؤولون عن مواقع أخرى موجهة للبالغين. بعد الاختراق ، أغلق فيسبوك حسابات جميع المستخدمين الذين استخدموا عناوين البريد الإلكتروني المنشورة ، وكذلك حظر حسابات فيسبوك الجديدة المفتوحة باستخدام عناوين البريد الإلكتروني المسربة ، خوفًا من تعرض مستخدمي الموقع للاختراق بعد أن شجعت لولزسك الأشخاص على ذلك. حاول ومعرفة ما إذا كان هؤلاء الأشخاص يستخدمون مجموعات متطابقة من اسم المستخدم وكلمة المرور على فيسبوك أيضًا.

## عمليات مكافحة الامن
في 20 يونيو، أعلنت المجموعة أنها تعاونت مع أنونيموس
في "عملية مكافحة الأمن". شجعوا أنصارهم على سرقة ونشر معلومات حكومية سرية من أي مصدر مع ترك مصطلح "ضد الدولة" كدليل على تطفلهم. كما تم إدراج البنوك الكبرى ضمن الأهداف المحتملة. وصفت صحيفة أمريكا اليوم العملية بأنها إعلان مفتوح للحرب السيبرانية ضد الحكومات والشركات الكبرى. كان هدفهم الأول من العملية هو وكالة الجرائم المنظمة الخطيرة (SOCA)، وهي وكالة وطنية لإنفاذ القانون في المملكة المتحدة. ادعى لولزسك قاموا بإيقاف تشغيل الموقع في حوالي الساعة 11 صباحًا بتوقيت شرق الولايات المتحدة يوم 20 يونيو 2011، على الرغم من أنه ظل معطلاً لبضع دقائق فقط.